# 玛雅·帕夫林尼克
玛雅·帕夫林尼克（1997年6月14日—），克羅地亞女子羽毛球運動員。

## 簡歷
2013年10月，玛雅·帕夫林尼克出戰以色列夏瑣羽毛球國際賽，除與多萝蒂亚·苏塔拉合作贏得女子雙打比賽亞軍外，個人亦打進女子單打四強。
2014年8月，玛雅·帕夫林尼克代表克羅地亞參加中國南京舉行的夏季青年奧林匹克運動會羽毛球比賽。

## 主要比賽成績
只列出曾進入準決賽的國際賽事成績：
| 年份   | 賽事                       | 公開賽級別 | 項目     | 拍檔              | 成績   |
| ------ | -------------------------- | ---------- | -------- | ----------------- | ------ |
| 2013年 | 以色列夏瑣羽毛球國際賽     | 國際系列賽 | 女子單打 | －                | 準決賽 |
| 2013年 | 以色列夏瑣羽毛球國際賽     | 國際系列賽 | 女子雙打 | 多萝蒂亚·苏塔拉   | 亞軍   |
| 2013年 | 挪威羽毛球國際賽           | 國際系列賽 | 女子雙打 | 多萝蒂亚·苏塔拉   | 準決賽 |
| 2015年 | 愛沙尼亞羽毛球國際賽       | 國際系列賽 | 女子單打 | －                | 準決賽 |
| 2017年 | 克羅地亞羽毛球國際賽       | 未來系列賽 | 女子單打 | －                | 準決賽 |
| 2017年 | 保加利亞羽毛球國際賽       | 未來系列賽 | 女子單打 | －                | 亞軍   |
| 2018年 | 以色列夏瑣羽毛球國際賽     | 未來系列賽 | 女子單打 | －                | 準決賽 |
| 2018年 | 以色列夏瑣羽毛球國際賽     | 未來系列賽 | 女子雙打 | 凯塔琳娜·加伦尼克 | 準決賽 |
| 2018年 | 斯洛文尼亞羽毛球未來系列賽 | 未來系列賽 | 女子單打 | －                | 準決賽 |
| 2018年 | 斯洛文尼亞羽毛球未來系列賽 | 未來系列賽 | 女子雙打 | 凯塔琳娜·加伦尼克 | 冠軍   |

| 2007-2017年 | 首要超級賽 | 超級賽 | 黃金大獎賽 | 大獎賽 | 國際挑戰賽 | 國際系列賽 | 未來系列賽 | 其他 |

| 2018-2026年 | 總決賽 | 超級1000賽 | 超級750賽 | 超級500賽 | 超級300賽 | 超級100賽 | 國際挑戰賽 | 國際系列賽 | 未來系列賽 | 其他 |